# Fenda Lawrence
Fenda Lawrence era uma comerciante de escravos africana do século XVIII que operava na cidade de Kaur, em Saloum. Em 1772, ela visitou as Treze Colónias como uma mulher negra livre para o turismo e para o comércio.

## Biografia
Fenda Lawrence viveu na Gâmbia pré-colonial, perto do rio Gâmbia em meados do século XVIII. Enquanto esteve lá, ela atuou como intermediária entre os comerciantes britânicos e franceses e os africanos locais. Esta foi uma posição que lhe foi concedida pelo casamento com um inglês. Lawrence trabalhou na cidade de Kaur, em Saloum. Em 1772, Lawrence visitou as Treze Colónias da América como turista com alguns interesses comerciais. A essa altura, ela já havia se separado do seu parceiro inglês.
Chegando no navio New Britannia, Lawrence levou cinco escravos pessoais com ela. Chegou pela primeira vez em Charleston, Carolina do Sul, após 36 dias de navegação. Lawrence foi então acompanhada pelo capitão do navio, Stephen Deane, para a Geórgia. Ela recebeu um documento do estado proclamando que ela era "uma mulher negra livre e, até então, uma comerciante considerável no rio Gâmbia, na costa da África, que voluntariamente ficaria lá e permaneceria por algum tempo na província". Lawrence teria sido um falante nativa da língua uolofe, mas, para negociar na Geórgia, teria falado crioulo.
Deane solicitou permissão em nome de Lawrence para que ela se estabelecesse permanentemente na Geórgia. Deane afirmou que ele conheceu Lawrence por sete ou oito anos, e afirmou que especificamente James Lawrence, seu filho, deveria ter permissão para ficar. No artigo de Robert Davis para The Georgia Historical Quarterly, ela propõe que Fenda Lawrence era a mãe de pelo menos um, se não mais filhos de Deane. Ele afirma que o filho de Deane, David Laurence, certamente também era filho de Lawrence.